# Batalla de Noreia
La batalla de Noreia  (o batalla del Nòric) del 113 aC va ser l'enfrontament amb el qual va començar la Guerra címbria entre la república Romana i les tribus protogermàniques migratòries, cimbres i teutons. Aquesta va finalitzar en derrota romana, gairebé desastre militar.

## Antecedents
Els cimbres abandonaren les seves terres natals prop del mar Bàltic, a la península de Jutlàndia a causa de les contínues inundacions i migraren acompanyats pels teutons en direcció sud-est, on es van trobar amb els escordiscs, amb qui van lluitar. Després d'obtenir la victòria, es van trobar amb els bois, que els van obligar el 113 aC a seguir avançant fins a arribar a al Danubi, llar dels tauriscis, aliats de Roma. Incapaços de repel·lir els nous invasors, els tauriscis demanar ajuda romana. El cònsol Gneu Papiri Carbó va respondre dirigint les seves legions cap al Nòric, acampant prop d'Aquileia.

## Batalla
Gneu Papiri Carbó va ordenar que es desocupessin les terres dels tauriscis immediatament. Els cimbres havien escoltat històries de la temible obstinació romana, i després de veure la mida de l'exèrcit i la seva forta posició defensiva, van demanar disculpes per atacar en la ignorància, però Carbó no anava a permetre que els enemics de la República de Roma s'escapessin ni els anava a donar l'oportunitat d'obtenir un triomf. Va enviar guies perquè escortessin els cimbres i teutons de tornada a la frontera, però en realitat pensava guiar-los cap a una emboscada que ell mateix havia preparat.
Probablement per mitjà d'una traïció d'algun dels guies, els protogermànics van saber de l'ardit que els estava preparant el cònsol. Superant àmpliament en nombre d'homes a l'enemic, i coneixedors de la futura traïció, els alemanys van actuar en conseqüència i van caure sobre el desprevingut exèrcit romà, els que van passar de portar la iniciativa a ser sorpresos pel nombrós enemic bàrbar.
Se sap que la tempesta que va tancar aquell dia va evitar la total destrucció de les forces romans, ja que els alemanys van cessar immediatament la cacera de les tropes romans en desbandada, cosa que a aquests els va permetre reagrupar i fugir amb les restes de la impedimenta cap a la península italiana.
Aquest atípic desenllaç es va produir perquè els alemanys creien que els llamps i trons de les tempestes es devien a la ira dels seus déus, la qual cosa era molt més temut per a ells que el mateix enemic.

## Conseqüències
Gneu Papiri Carbó i part de l'exèrcit van escapar amb vida, tot i que les tribus protogermàniques van presumir que l'havien mort, erròniament. A l'arribar a Roma, el senat el va deshonrar i va ser desposseït del títol de cònsol, encara que no va ser exiliat com era costum fer amb els comandants completament derrotats.
Roma es va preparar per al pitjor, però els cimbres i teutons, en comptes d'entrar a Itàlia, es van dirigir a l'oest, endinsant-se a la Gàl·lia. Allà, el 105 aC, a la batalla d'Arausio una altra força militar romana més gran, no va tenir tanta sort com les legions de Carbó.
Aquest desastre militar, juntament amb altres esdeveniments, van provocar les reformes de l'exèrcit per Gai Mari.
El polític austríac anticatòlic i antijueu Georg Ritter von Schönerer va usar la victòria dels protogermànics sobre els romans per crear un nou calendari que començava amb aquesta batalla, i reemplaçant els noms llatins per germànics.